# Archos 101 Internet Tablet
ARCHOS 101 Internet Tablet je 10,1 palčna (256,5 mm) spletna tablica proizvajalca Archos v prodaji med letoma 2010 in 2011. Podpira takojšnje dvojno delovanje operacijskih sistemov Android in Ångström GNU/Linux. Tablični računalnik je, kot navaja proizvajalčeva produktna stran, »popolnoma odprta za programerje, kar jim omogoča nalaganje alternativnih operacijskih sistemov za izdelavo lastnih programov in popolni nadzor nad sistemskim okoljem.« Popolnoma enaka naprava z enojnim operacijskim sistemom Android je Prestigio MultiPad PMP7100C.